# Stazione di Valguarnera
La stazione di Valguarnera era una stazione ferroviaria posta sulla linea Dittaino-Caltagirone. Serviva il centro abitato di Valguarnera Caropepe.E attualmente dismessa, e al posto dei binari sorge un tratto di strada provinciale 4.

## Storia
La stazione di Valguarnera è stata aperta il 25 aprile 1912, con l'inaugurazione del primo tronco della linea Dittaino-Piazza Armerina-Caltagirone.
Il 29 agosto 1914 venne attivato il tratto successivo da Valguarnera a Grottacalda.
Sta stazione è stata chiusa all'esercizio l'11 luglio 1971 con la chiusura della linea.
La stazione era era ubicata a nord del centro cittadino. Si conservano ancora il fabbricato viaggiatori, sovrastato dalla strada provinciale SP 4 che scorre al suo fianco, il serbatoio di rifornimento dell'acqua e il locale dei servizi igienici.

## Galleria d'immagini

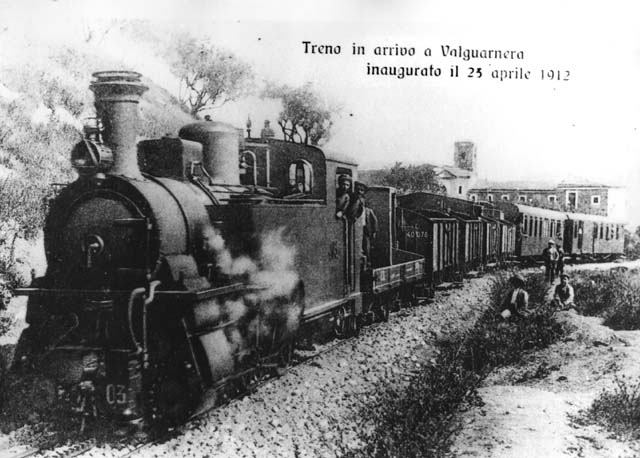
L'arrivo del primo treno in stazione
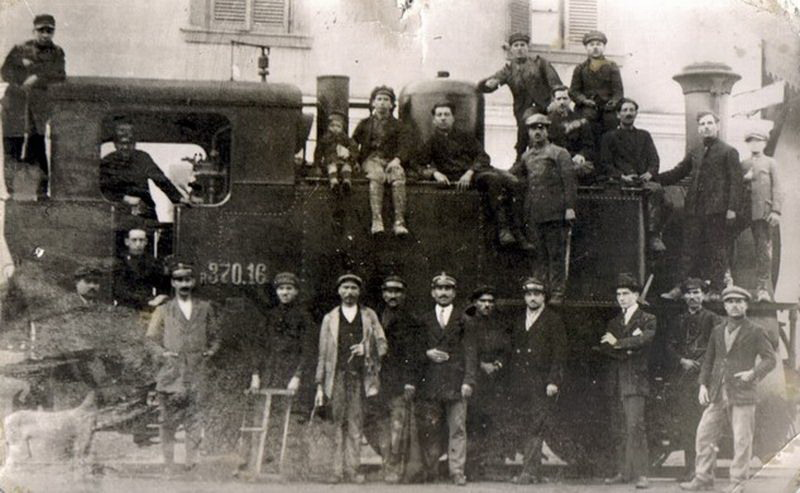
L'inaugurazione dell'impianto
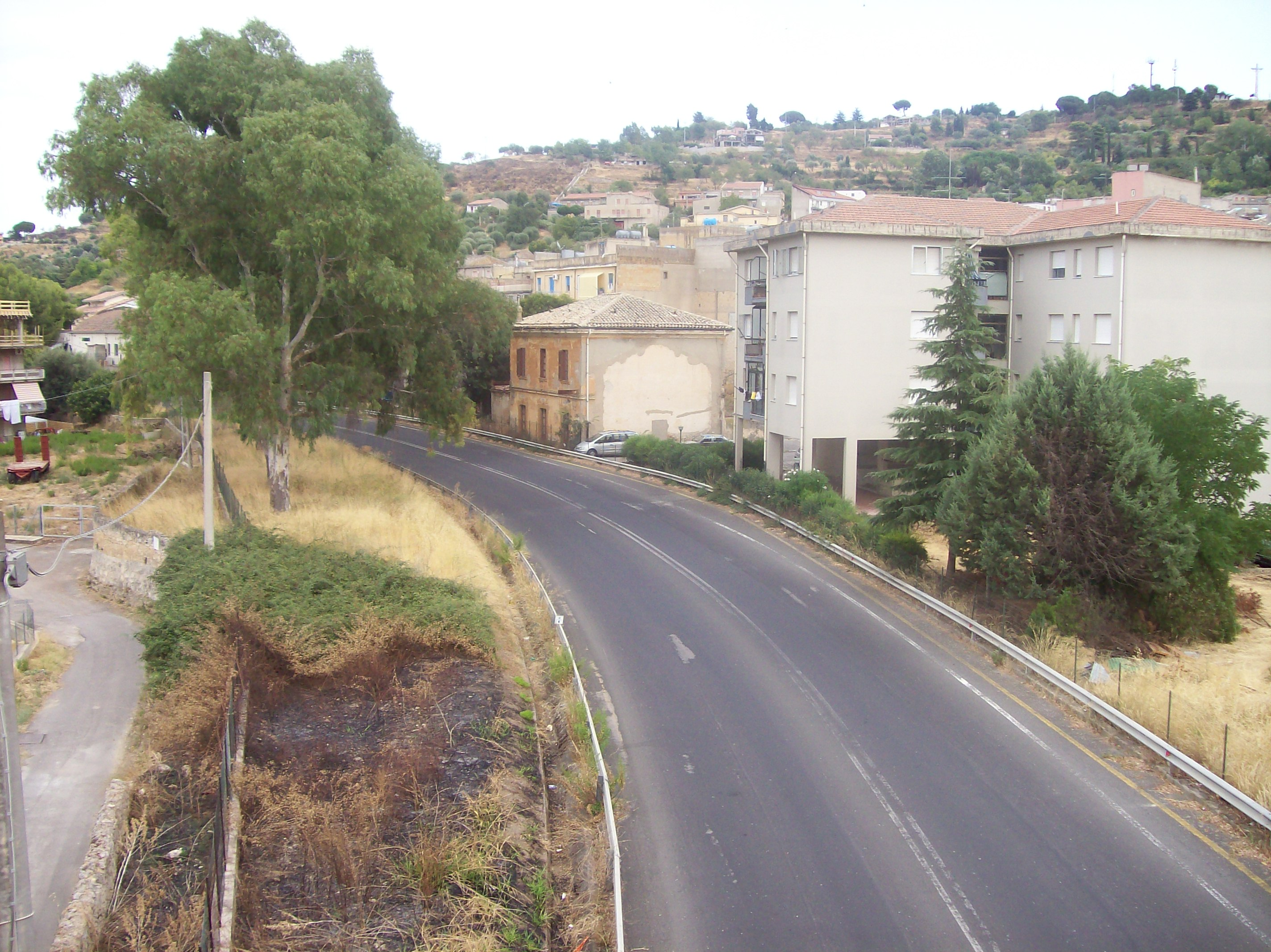
Il fabbricato viaggiatori nel 2023
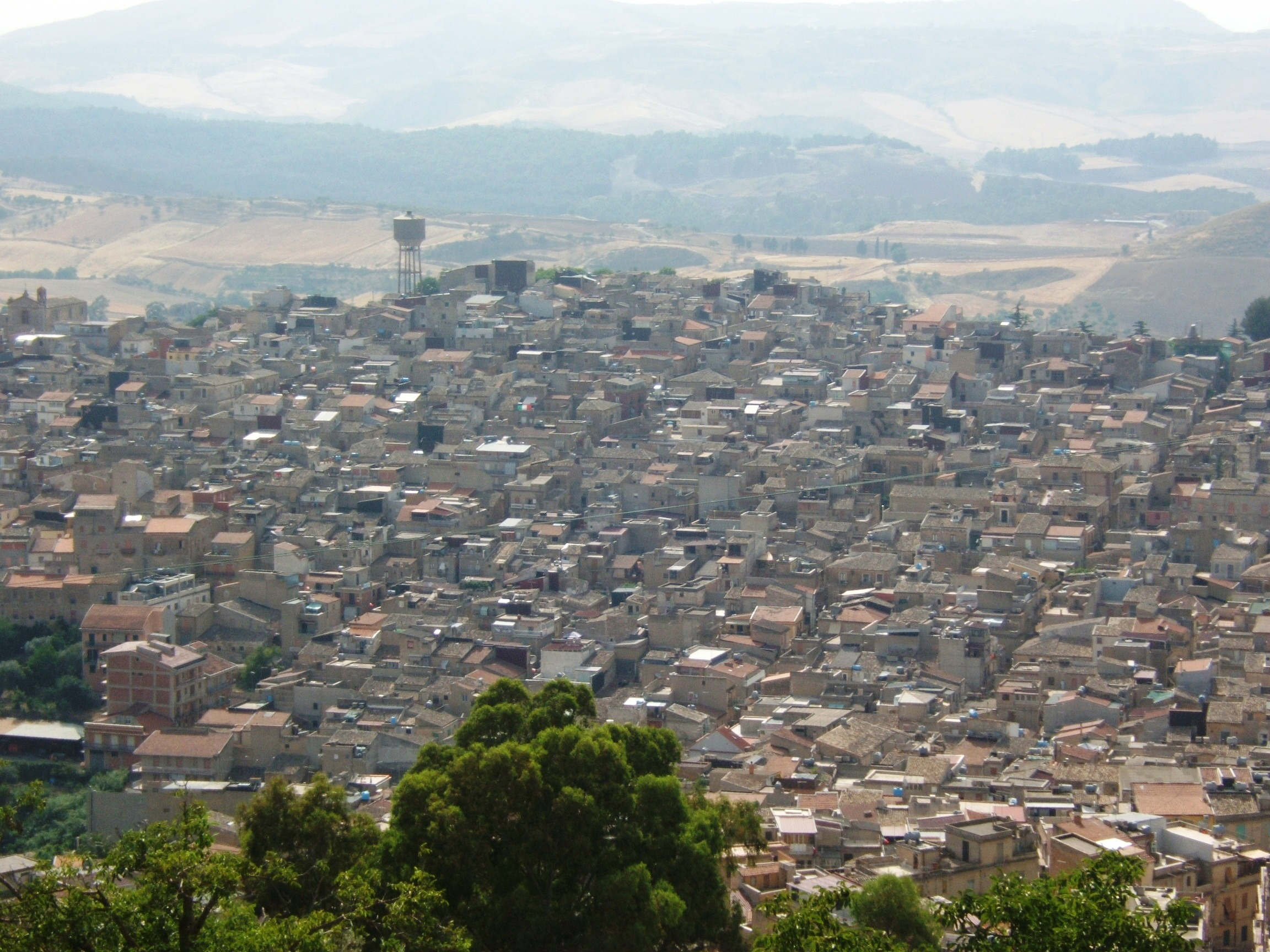
Il centro abitato di Valguarnera